# Mes mains - Nouveaux enregistrements
Albums de Gilbert Bécaud
Bécaud à l'Olympia
(1963) La Vie d'garçon
(1965)
Mes mains - Nouveaux enregistrements est un album studio de Gilbert Bécaud sorti le 19 novembre 1964 en vinyle 33 tours 30 cm (La Voix de son maître - FCLP 122). Avec l'orchestre de Raymond Bernard, il reprend plusieurs de ses classiques.

## Face A
1. Mes mains (Pierre Delanoë/Gilbert Bécaud) [2 min 40 s]
2. Quand tu danses (Pierre Delanoë/Gilbert Bécaud, Franck Gérald) [2 min 05 s]
3. Les Croix (Louis Amade/Gilbert Bécaud) [4 min 50 s]
4. Alors, raconte... (Jean Broussolle/Gilbert Bécaud) [3 min 55 s]
5. C'était mon copain (Louis Amade/Gilbert Bécaud) [3 min 10 s]
6. Et maintenant (Pierre Delanoë/Gilbert Bécaud) [3 min 40 s] (version 1961)

## Face B
1. La Corrida (Louis Amade/Gilbert Bécaud) [4 min 10 s]
2. Le Jour où la pluie viendra (Pierre Delanoë/Gilbert Bécaud) [2 min 20 s]
3. Le Pianiste de Varsovie (Pierre Delanoë/Gilbert Bécaud) [4 min 10 s]
4. Les Marchés de Provence (Louis Amade/Gilbert Bécaud) [3 min 55 s]
5. Je veux te dire adieu (Charles Aznavour/Gilbert Bécaud) [2 min 40 s]
6. La Ballade des baladins (Louis Amade/Gilbert Bécaud) [3 min 40 s]

## Version CD sur le coffretL'Essentiel(2011)
45T de 1963
- 13. Je t'attends (Charles Aznavour/Gilbert Bécaud)
- 14. Mère douloureuse (Louis Amade/Gilbert Bécaud)
- 15. Dimanche à Orly (Pierre Delanoë/Gilbert Bécaud)
- 16. Trop beau (Louis Amade/Gilbert Bécaud)
- 17. Au revoir (Maurice Vidalin/Gilbert Bécaud)
- 18. Heureusement y'a les copains (Pierre Delanoë/Gilbert Bécaud)
- 19. Si j'avais une semaine (Pierre Delanoë/Gilbert Bécaud)
- 20. Quand Jules est au violon (Maurice Vidalin/Gilbert Bécaud)
- 21. Toi (Louis Amade/Gilbert Bécaud)
- 22. Les Tantes Jeanne (Ah ! Les vacances) (Maurice Vidalin/Gilbert Bécaud)
- 23. De l'autre côté de la rivière (Maurice Vidalin/Gilbert Bécaud)
- 24. Dégonflé (Gilbert Bécaud/Pierre Delanoë)